# Thiện Mỹ (xã)
Thiện Mỹ là một xã thuộc huyện Châu Thành, tỉnh Sóc Trăng, Việt Nam.

## Địa lý
Xã Thiện Mỹ nằm ở phía tây huyện Châu Thành, có vị trí địa lý:
- Phía đông giáp các xã An Hiệp, Hồ Đắc Kiện và Thuận Hòa
- Phía tây giáp huyện Mỹ Tú
- Phía nam giáp các xã An Hiệp, An Ninh và huyện Mỹ Tú
- Phía bắc giáp xã Hồ Đắc Kiện.

Xã Thiện Mỹ có diện tích 25,10 km², dân số năm 2022 là 12.062 người, mật độ dân số đạt 480 người/km².

## Hành chính
Xã Thiện Mỹ được chia thành 7 ấp: An Tập, Đắc Thắng, Mương Khai, Mỹ An, Mỹ Đức, Mỹ Phú, Mỹ Tân.

## Lịch sử
Ngày 23 tháng 12 năm 1988, Hội đồng Bộ trưởng ban hành Quyết định số 197-HĐBT về việc thành lập xã Thiện Mỹ thuộc huyện Mỹ Tú trên cơ sở 290,60 ha diện tích tự nhiên và 507 nhân khẩu của xã Long Hưng; 431 ha diện tích tự nhiên và 1.121 nhân khẩu của xã An Ninh; 523,14 ha diện tích tự nhiên và 1.892 nhân khẩu của xã Hồ Đắc Kiện; 1.100 ha diện tích tự nhiên và 5.501 nhân khẩu của xã Mỹ Hương.
Xã Thiện Mỹ có 2.344,74 ha diện tích tự nhiên và 8.571 nhân khẩu.
Ngày 24 tháng 9 năm 2008, Chính phủ ban hành Nghị định số 02/NĐ-CP về việc chuyển xã Thiện Mỹ thuộc huyện Mỹ Tú về huyện Châu Thành mới thành lập quản lý.